# Tryssogobius nigrolineatus
Tryssogobius nigrolineatus är en fiskart som beskrevs av Randall 2006. Tryssogobius nigrolineatus ingår i släktet Tryssogobius och familjen smörbultsfiskar. Inga underarter finns listade i Catalogue of Life.